# Star Wars: The Empire Strikes Back (jeu vidéo, 1982)
Pour les articles homonymes, voir Star Wars: The Empire Strikes Back.
Star Wars: The Empire Strikes Back est un jeu vidéo de type shoot 'em up développé et édité par Parker Brothers, sorti en 1982 sur Atari 2600 et en 1983 sur Intellivision. Il s'agit du premier jeu vidéo sous licence officielle adapté de l'univers Star Wars qui a connu par la suite plus de cent déclinaisons.
Le jeu est adapté de L'Empire contre-attaque et plus spécifiquement de la scène de la bataille de Hoth. Le joueur incarne un pilote de l'Alliance rebelle dans son combat contre les quadripodes impériaux.
Il existe un autre jeu du même nom, sorti en 1985 sur borne d'arcade et sur plusieurs machines.

## Système de jeu
En vue de profil, le joueur contrôle un pilote rebelle à bord d'un snowspeeder combattant des TB-TT lors de la bataille de Hoth. L'objectif est de retenir les quadripodes impériaux le plus longtemps possible avant qu'ils ne détruisent la base de l'Alliance. 
Le joueur peut détruire les quadripodes en tirant dans leur corps, les tirs dans les jambes étant inefficaces. Quand le TB-TT est endommagé, il change de couleur, passant du noir (aucun dommage) à plusieurs teintes de gris puis au rouge, au orange et au jaune (dégâts importants). Une autre manière de détruire un quadripode est de viser un point brillant qui apparaît dessus de manière aléatoire. Sur la version Intellivision, il faut trente tirs pour détruire un TB-TT, quarante-huit sur Atari 2600.
Quand le snowspeeder du joueur est touché, il change également de couleur, ce qui correspond aux dégâts qu'il a reçu. Si le joueur atterrit, il peut réparer son vaisseau. Au fil de la progression dans la partie, les TB-TT peuvent devenir « solides », c'est-à-dire que le joueur peut les percuter au lieu de passer au travers. Ils peuvent également tirer des bombes guidées qui poursuivent le vaisseau du joueur en vue de le détruire. Le joueur peut bénéficier d'un pouvoir spécial donné par la Force. Quand cela arrive, le snowspeeder clignote dans plusieurs couleurs et devient invulnérable pour un temps limité.
Le game over intervient quand le joueur se fait détruire son cinquième snowspeeder ou quand le TB-TT de tête atteint la base rebelle et la fait exploser. Plus le joueur survit et empêche les assauts, plus les quadripodes deviennent rapides augmentant ainsi la difficulté du jeu.

## Développement
Star Wars: The Empire Strikes Back est la première adaptation officielle de la licence Star Wars en jeu vidéo,. Parker Brothers en a acquis les droits en faisant une meilleure offre qu'Atari.
Le jeu a été entièrement programmé par Rex Bradford a qui l'on doit également Star Wars: Jedi Arena sorti l'année suivante. Sam Kjellman, concepteur confirmé chez Parker Brothers a expliqué que les équipes marketing avait choisi la bataille de Hoth comme base au gameplay à cause de son caractère iconique dans L'Empire contre-attaque sorti deux ans auparavant. Chargé du game design, Kjellman a également pris en charge le graphisme des vaisseaux - il s'agissait de son premier projet de jeu vidéo.

## Accueil
Star Wars: The Empire Strikes Back a reçu des critiques partagées à sa sortie. Bill Kunkel dans le magazine Video loue les graphismes et la bande-son du jeu. Il le décrit comme un jeu « vif et amusant qui mérite de faire partie des bibliothèques de cartouches des possesseurs de VCS ». Video Games Player lui décerne le « Golden Joystick 1983 » de la meilleure adaptation cinématographique de l'année .
L'auteur de science-fiction Harlan Ellison a testé le jeu pour la publication concurrente Video Review. Il déteste le jeu qu'il décrit comme un « petit jouet abusif et impudique », « la dernière icône de l'Industrie de la Bêtise », « une perte de temps » et « le potentiel de devenir la plus virulent cas de botulisme électronique. ». Il lui reproche d'être très simpliste et ennuyeux. Le principal problème qu'il voit dans le jeu est qu'il propose deux conditions de fin basées sur la défaite, faisant ainsi penser au mythe de Sisyphe.
Lewis Packwood de Kotaku le classe comme étant le plus mauvais jeu Star Wars.

## Héritage
Quarante ans plus tard, est dévoilé à l'occasion de la Journée Star Wars 2022, un portage amateur moderne sur Commodore 64, bénéficiant des connaissances techniques avancées de la machine.